# TekWar (TV-serie)
TekWar eller TekWar: The Series är en amerikansk-kanadensisk sciencefiction serie från 1995. Serien baseras på  TekWar novellerna av William Shatner. Serien sändes mellan åren 1995 och 1996 på kanalen CTV. Trots att showen belönades med en Emmy Award-nominering skapades endast två säsonger. 

## Handling
Året är 2045 och "tek", en beroendeframkallande dator-baserad drog, tar dess användare till en fantasivärld. Jake Cardigan en polis sittande i fängelse frisläpps och anställs av den mystiska Walter Bascom för att bekämpa drogen. Jakes första partner är Sid Gomez men ersätts av den attraktiva Sam Houston. Den statligt anställda agenten Shelley Grout uppgift är att stoppa Jake till varje pris. 

## Rollbesättning
- Greg Evigan - Jake Cardigan (18 episoder, 1994-1996)
- William Shatner - Walter H. Bascom (18 episoder, 1994-1996)
- Natalie Radford - Nika (18 episoder, 1994-1996)
- Maria del Mar	- Sam Houston (13 episoder, 1995-1996)
- Maurice Dean Wint - Lieutenant Winger (9 episoder, 1994-1996)
- Eugene Clark - Sid Gomez (8 episoder, 1994-1995)
- Torri Higginson - Beth Kittridge (4 episoder, 1994-1995)
- Christian Campbell - Danny Cardigan (4 episoder, 1995-1996)